# Бертри
Бертри́ (фр. Bertrix, валлон. Bietris / Grand Bietris) — коммуна в Валлонии, расположенная в провинции Люксембург, округ Нёфшато. Принадлежит Французскому языковому сообществу Бельгии. На площади 137,70 км² проживают 8195 человек (плотность населения — 60 чел./км²), из которых 49,26 % — мужчины и 50,74 % — женщины. Средний годовой доход на душу населения в 2003 году составлял 10 923 евро.
Почтовый код: 6880. Телефонный код: 061.